# Matthias Defregger
Matthias Defregger (* 18. Februar 1915 in München; † 23. Juli 1995 in München) war Weihbischof im Erzbistum München und Freising. Wie Der Spiegel bereits 1969 berichtete, befahl Defregger im Zweiten Weltkrieg am 7. Juni 1944 in Filetto di Camarda am Gran Sasso die Erschießung von 17 Bewohnern des Dorfes. Die Frage was im späteren Weihbischof vorgegangen ist, als er die Erschießung von Zivilisten anordnete, und wie er dies als Geistlicher mit seinem Gewissen vereinbaren konnte, lässt sich nicht mehr klären. Er hatte die Taten verschwiegen. Die Alliierten waren damals bereits in Rom, keine 80 Kilometer vom Ort des Geschehens. In ein bis zwei Tagen wäre der Krieg dort zu Ende gewesen.

## Leben
Matthias Defregger war ein Enkel des Tiroler Malers Franz von Defregger. Sein Vater war der Bildhauer Hans Defregger (1886–1956). Er studierte am Jesuitenkolleg „Stella Matutina“ in Feldkirch (Vorarlberg, Österreich).

## Das Massaker am Gran Sasso
Defregger wurde 1935 als Reserveoffiziers-Anwärter zur Wehrmacht (Nachrichten-Abteilung 7) eingezogen. Er verpflichtete sich freiwillig für ein drittes Dienstjahr und wurde Leutnant der Reserve, später Berufsoffizier. Er war am Überfall auf Polen beteiligt und 1943 als Hauptmann am Deutsch-Sowjetischen Krieg. Im Mai 1944 übernahm er im besetzten Italien als Kommandeur  die Führung der zur 114. Jägerdivision gehörende und in Italien stationierte Nachrichten-Abteilung 114. Am 7. Juni 1944 griffen in der Nähe von Filetto di Camarda am Gran Sasso Partisanen einige Soldaten der Nachrichtenabteilung an, woraufhin der Divisionskommandeur Generalleutnant Hans Boelsen als Vergeltungsaktion die Erschießung der Einwohner von Filetto di Camerda anordnete. Defregger wurde mit der Ausführung des Befehls betraut und ließ diesen ausführen; es wurden 17 Einwohner zwischen 17 und 69 Jahren erschossen und der Ort in Brand gesteckt. Sechs Monate später wurde Defregger zum Major befördert.

## Geistliche Laufbahn
Nach dem Krieg verfolgte Defregger eine kirchliche Laufbahn. Am 29. Juni 1949 erhielt er vom Münchner Erzbischof Michael Kardinal von Faulhaber im Freisinger Mariendom die Priesterweihe. Am 3. Juli 1949 feierte Defregger seine Primiz in der Münchner Bürgersaalkirche, am 17. Juli seine Nachprimiz in St. Ulrich in Pöcking am Starnberger See. In St. Joachim in München-Obersendling war Defregger ab dem 1. August 1949 Kaplan. Nach seiner kurzen Tätigkeit in der Pfarreiseelsorge wurde Defregger bald auf diözesaner Ebene tätig. Am 1. September 1953 berief Kardinal Joseph Wendel ihn zu seinem persönlichen Sekretär. In dieser Aufgabe war Defregger auch maßgeblich an der Vorbereitung des Eucharistischen Weltkongresses (1960 in München) beteiligt. Unter Kardinal Julius Döpfner wurde Defregger am 1. Januar 1962 Domkapitular des Metropolitankapitels; am 1. Mai 1962 wurde er Generalvikar und damit direkter Stellvertreter des Erzbischofs von München und Freising.
1968 ernannte Papst Paul VI. Defregger zum Weihbischof des Erzbistums München und Freising und Titularbischof von Vicus Aterii. Nachfolger in seinem Amt als Generalvikar wurde Gerhard Gruber. Die Bischofsweihe empfingen Matthias Defregger und Ernst Tewes von Kardinal Döpfner am 14. September 1968 in der Münchner Liebfrauenkirche. Mitkonsekratoren waren Weihbischof Johannes Neuhäusler und der damalige Koadjutor von Passau, Antonius Hofmann. Defreggers bischöflicher Wahlspruch lautete „Servus omnium“ – „Diener aller“. Als erster Bischofsvikar der neu geschaffenen Region Süd und ab dem 1. Oktober 1970 als Ordensreferent machte Defregger sich weit über das Erzbistum München und Freising einen beachtlichen Namen; er galt als volkstümlicher Prediger, bayerischer Patriot und großer Marienverehrer.

## Gerichtsprozesse
Seinen Militärischen Befehl zur Erschießung der Zivilisten am Gran Sasso verschwieg er 25 Jahre lang, bis er in den Jahren 1969 und 1970 Gegenstand von Gerichtsverfahren wurde. Nachdem Der Spiegel im Juli 1969 über die Einstellung des Verfahrens wegen Verjährung als Totschlag berichtet hatte, wurde das Verfahren neu aufgenommen, doch erneut im August 1969 sowie endgültig im September 1970 mit der Begründung eingestellt, Defregger habe seinerzeit den „verbrecherischen Charakter“ der Erschießungen nicht erkennen können. Den „Fall Defregger“ verarbeitete Klaus Stiller 1972 in seinem Tagebuch eines Weihbischofs literarisch. Am 15. August 1981 wurde während einer Wallfahrt in München vor der Kirche Maria Ramersdorf ein Attentat auf Defregger verübt, bei dem er mit einer Zyankali-Lösung verletzt wurde.

## Letzte Jahre
Am 6. April 1990 bat Defregger um Entpflichtung von seinen Aufgaben, wirkte aber weiterhin als Zelebrant und Prediger. Sein letzter öffentlicher Gottesdienst war der Gedenkgottesdienst am 24. Dezember 1994 für die Sendlinger Mordweihnacht (1705) in Waakirchen. Er wohnte bis zu seinem Tod 1995 in Pöcking am Starnberger See. Auf seinen eigenen Wunsch hin ist er in Amlach in Osttirol, Österreich, unweit von Lienz im Pustertal, beigesetzt worden.

## Weihbischof-Defregger-Weg
Nachdem sich die Gemeinde Pöcking Jahrzehnte lang geweigert hatte, die erwiesenen Kriegsverbrechen Defreggers als solche anzuerkennen, wurde schließlich 2023 der nach ihm benannte Weihbischof-Defregger-Weg in Filetto-Weg umbenannt. Bei der Enthüllung einer Erinnerungstafel vor Ort kam es am 26. Mai 2023 zu Zwischenrufen. Die bereits bekannten Vorwürfe gegen Defregger wurden zuvor durch ein aktuell angefertigtes Gutachten von der Historikerin Marita Krauss bekräftigt. In ihrem Gutachten erwähnte sie zudem, dass Defregger in seiner Zeit als Generalvikar der Erzdiözese München-Freising auch in Missbrauchsfälle innerhalb der katholischen Kirche verwickelt war.
Erst drei Jahre zuvor widmete ihm der Gemeindebote Pöcking (01|2020) einen doppelseitigen Artikel verfasst von Christl Peuker (Gemeindearchiv) mit dem Titel „Weihbischof Matthias Defregger – Erinnerungen an die Zeit als Pöcking Bischofssitz war“; das Massaker am Grand Sasso wurde nicht erwähnt.

## Ehrungen
- Bayerischer Verdienstorden (17. Mai 1963)
- Ehrenbürger von Amlach (15. August 1989)
- Ehrenmitglied der katholischen Studentenverbindung KBStV Rhaetia München[13]

## Hörspiel
- 1969: Wolfgang Graetz/Joachim Seyppel: Was ist ein Weihbischof? Oder Antworten zur Akte Defregger – Regie: Edgar Kaufmann (Hörspiel – Rundfunk der DDR)